# Anders Andersson i Lund
Anders Andersson (i riksdagen kallad Andersson i Lund), född 18 november 1844 i Valbo socken, Gävleborgs län, död 11 oktober 1910 i Valbo församling, var en svensk lantbrukare och riksdagsman.
Andersson var lantbrukare på gården Lund i Valbo församling, politiker och ledamot av riksdagens andra kammare för Gästriklands östra tingslags valkrets 1884–1887.